# Tîhi Verbî, Horodîșce
Tîhi Verbî (în ucraineană Тихі Верби) este un sat în comuna Juravka din raionul Horodîșce, regiunea Cerkasî, Ucraina.

## Demografie
Componența lingvistică a localității Tîhi Verbî
     Ucraineană (100%)
Conform recensământului din 2001, toată populația localității Tîhi Verbî era vorbitoare de ucraineană (100%).